# Народная милиция Донецкой Народной Республики

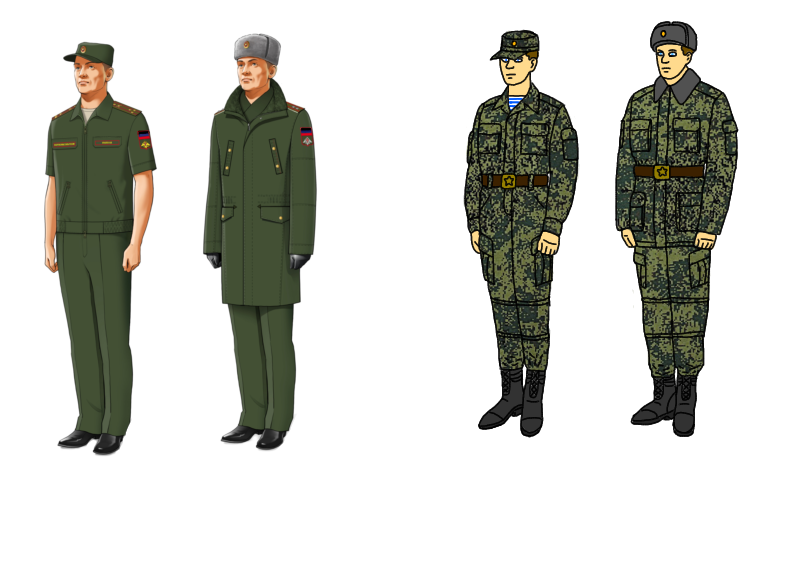
Форма одежды военнослужащих НМ ДНР

Народная милиция Донецкой Народной Республики (НМ ДНР) — вооружённые силы подконтрольной России Донецкой Народной Республики, существовавшие с 12 ноября 2014 по 31 декабря 2022 года.

## История
12 ноября 2014 года был создан 1-й армейский корпус ДНР.
31 декабря 2022 года 1-й армейский корпус включён в состав Вооружённых сил Российской Федерации под наименованием 1-й Донецкий армейский корпус.

## Задачи
В целях защиты интересов Донецкой Народной Республики и её граждан, поддержания международного мира и безопасности формирования Вооружённых сил Донецкой Народной Республики могут оперативно использоваться за пределами территории Донецкой Народной Республики в соответствии с общепризнанными принципами и нормами международного права, международными договорами Донецкой Народной Республики и настоящим Законом для решения следующих задач:
- отражение вооружённого нападения на формирования Вооружённых сил Донецкой Народной Республики, другие войска или органы, дислоцированные за пределами территории Донецкой Народной Республики;
- отражение или предотвращение вооружённого нападения на другое государство, обратившееся к Донецкой Народной Республике с соответствующей просьбой;
- защита граждан Донецкой Народной Республики за пределами территории Донецкой Народной Республики от вооружённого нападения на них.

## Структура Народной милиции ДНР
Центральные органы военного управления — Командование Народной милицией Донецкой Народной Республики и Военный комиссариат Донецкой Народной Республики.
Численность на конец 2017 года — 35 500 человек.

## 1-й армейский корпус
в/ч 00100 (Оперативно-тактическое командование «Донецк»):
Командующий — Кутузов Роман Владимирович (до 5 июня 2022) †.

### 1-я отдельная гвардейская мотострелковая Славянская бригада
(1-я отдельная гвардейская мотострелковая Славянская бригада, 1-й Славянский гвардейский отряд, Тактическая группа «Комсомольское»), в/ч 08801 (Донецкая Народная Республика, г. Комсомольское)
- управление,

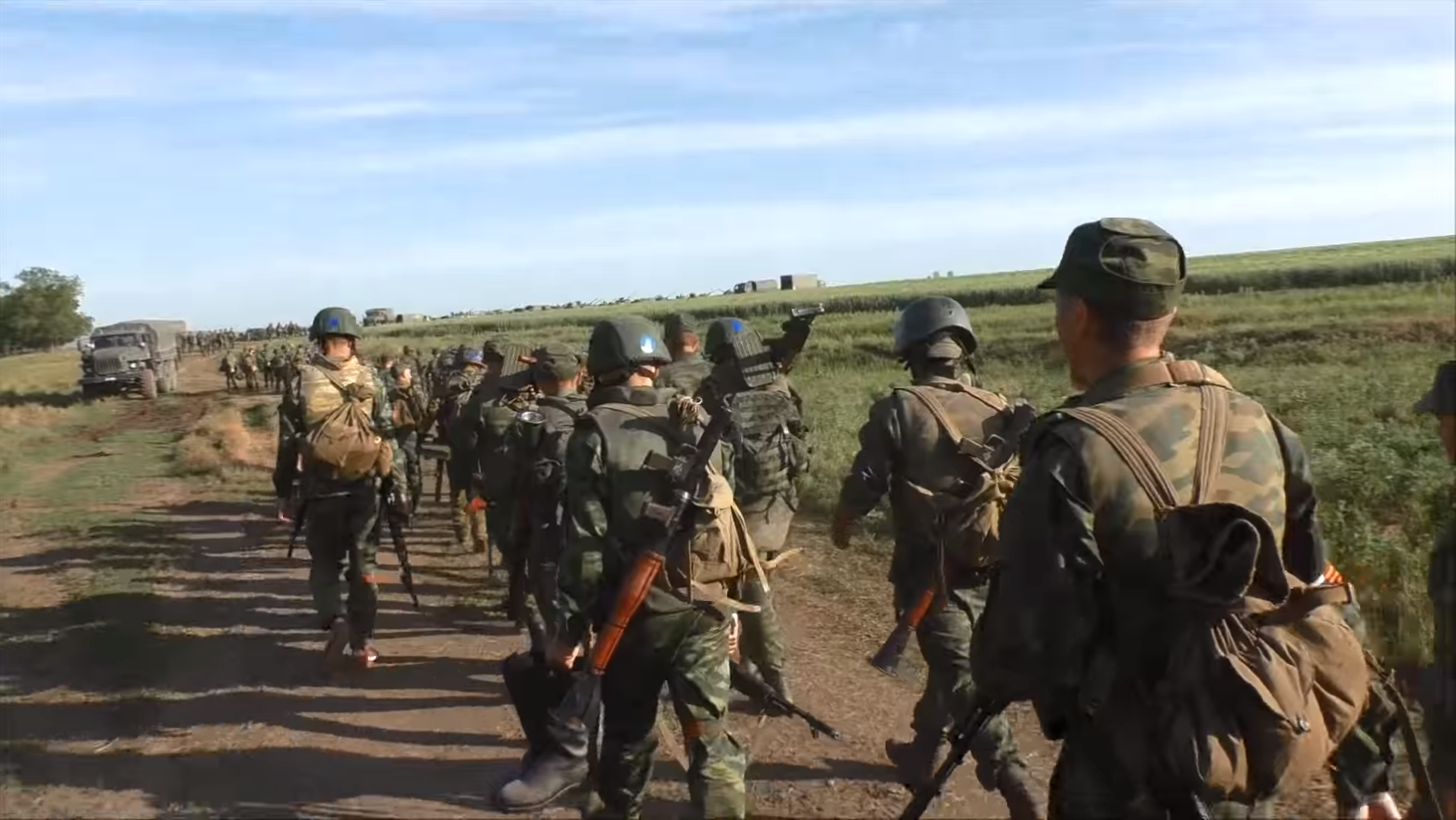
1-й мотострелковый батальон «Викинг», 2015 год

- 1-й мотострелковый батальон «Викинг», 2015 год1-й мотострелковый батальон «Викинг»,
- 2-й мотострелковый батальон «Семеновский»,
- 3-й мотострелковый батальон,
- танковый батальон,
- гаубичный самоходно-артиллерийский дивизион,
- гаубичный артиллерийский дивизион,
- реактивный артиллерийский дивизион,
- противотанковая артиллерийская батарея,
- разведывательная рота,
- зенитный ракетно-артиллерийский дивизион,
- инженерно-сапёрная рота,
- рота связи,
- медицинская рота,
- рота технического обеспечения,
- рота материального обеспечения,
- стрелковый взвод (снайперов).

На вооружении: 41 ед. Т-72 и Т-64, БМП-1\2, БТР-80 и МТ-ЛБ, 18 ед. 122-мм Д-30, 18 ед. 122-мм сг 2С1 «Гвоздика», 18 ед. БМ-21 «Град», 18 ед. 120-мм миномётов, 4 ед. 100-мм пушек МТ-12 «Рапира», 6 ед. БМ 9А34(35) «Стрела-10», 6 ед. ЗУ-23-2, ПТРК 9К113 «Конкурс», ПЗРК 9К38 «Игла».

### 3-я отдельная гвардейская мотострелковая Горловская ордена Республики бригада
(3-я отдельная гвардейская мотострелковая Горловская ордена Республики бригада, 3-й гвардейский Горловский отряд, Тактическая группа «Горловка»), в/ч 08803 (Донецкая Народная Республика, г. Горловка):
- управление,
- 1-й мотострелковый батальон «Горловский»,
- 2-й мотострелковый батальон «Енакиевский»,
- 3-й мотострелковый батальон «Лавина»,
- танковый батальон,
- гаубичный самоходно-артиллерийский дивизион,
- гаубичный артиллерийский дивизион,
- реактивный артиллерийский дивизион,
- противотанковая артиллерийская батарея,
- разведывательная рота,
- зенитный ракетно-артиллерийский дивизион,
- инженерно-сапёрная рота,
- медицинская рота,
- рота технического обеспечения,
- рота материального обеспечения,
- стрелковый взвод (снайперов),
- комендантский взвод.

На вооружении: 30 ед. Т-72 и Т-64, БМП-1\2, БТР-80 и МТ-ЛБ, 18 ед. 122-мм Д-30, 18 ед. 122-мм сг 2С1 «Гвоздика», 18 ед. БМ-21 «Град», 18 ед. 120-мм миномётов, 4 ед. 100-мм пушек МТ-12 «Рапира», 6 ед. БМ 9А34(35) «Стрела-10», 6 ед. ЗУ-23-2, ПТРК 9К113 «Конкурс», ПЗРК 9К38 «Игла».

### 5-я отдельная мотострелковая бригада имени А. В. Захарченко
5-я отдельная мотострелковая бригада имени А. В. Захарченко, 5-й отдельный отряд имени Александра Захарченко, Тактическая группа «Оплот»), в/ч 08805 (г. Донецк)
- управление,
- 1-й мотострелковый батальон,
- 2-й мотострелковый батальон,
- 1-й танковый батальон,
- 2-й танковый батальон,
- гаубичный самоходно-артиллерийский дивизион,
- гаубичный артиллерийский дивизион,
- реактивный артиллерийский дивизион,
- противотанковая артиллерийская батарея,
- разведывательная рота,
- зенитный ракетный дивизион,
- инженерно-сапёрная рота,
- рота связи,
- медицинская рота,
- рота технического обеспечения,
- рота материально обеспечения,
- стрелковый взвод (снайперов),
- комендантский взвод.

На вооружении: 30 ед. Т-72 и Т-64, БМП-1/2, БТР-80 и МТ-ЛБ, 18 ед. 122-мм Д-30, 18 ед. 122-мм сг 2С1 «Гвоздика», 18 ед. БМ-21 «Град», 18 ед. 120-мм миномётов, 4 ед. 100-мм пушек МТ-12 «Рапира», 6 ед. БМ 9А34(35) «Стрела-10», ПТРК 9К113 «Конкурс», ПЗРК 9К38 «Игла».

### 100-я отдельная гвардейская мотострелковая ордена Республики бригада
(100-я отдельная гвардейская мотострелковая ордена Республики бригада, 100-й гвардейский отряд, Тактическая группа «Купол»), в/ч 08826 (г. Донецк)
- управление,
- 1-й мотострелковый батальон,
- 2-й мотострелковый батальон,
- 3-й мотострелковый батальон,
- танковый батальон,
- гаубичный самоходно-артиллерийский дивизион,
- гаубичный артиллерийский дивизион,
- противотанковая артиллерийская батарея,
- рота РХБЗ,
- инженерно-сапёрная рота,
- рота связи,
- медицинская рота,
- рота технического обеспечения,
- рота материального обеспечения.

На вооружении: 10 ед. Т-72 и Т-64, БМП-2 и БТР-80, 18 ед. 122-мм сг 2С1 «Гвоздика», 18 ед. 122-мм Д-30, 18 ед. 120-мм миномётов, 4 ед. 100-мм пушек МТ-12 «Рапира».

### Отдельная гвардейская артиллерийская бригада особого назначения «Кальмиус»
(Отдельная гвардейская артиллерийская бригада особого назначения «Кальмиус», Тактическая группа «Кольчуга», ОАБр ОсН «Кальмиус»), в/ч 08802 (г. Донецк и г. Снежное, Донецкая Народная Республика):
- управление
- пушечный артиллерийский дивизион,
- гаубичный артиллерийский дивизион,
- реактивный артиллерийский дивизион,
- противотанковый артиллерийский дивизион,
- батарея управления и артиллерийской разведки
- медицинская рота,
- рота материально-технического обеспечения.

На вооружении: 24 ед. 122-мм сг 2С1 «Гвоздика»,12 ед. 152-мм пушка 2А36 «Гиацинт-Б», 12 ед. 152-мм гаубиц 2А65 «Мста-Б», 18 ед. 122-мм РСЗО БМ-21 «Град», 2 ед. 220-мм РСЗО 9К57 «Ураган», ПТРК 9К113 «Конкурс», 7 ед. БМП-1\2, 6 ед. ЗУ-23-2.

### 9-й отдельный гвардейский полк морской пехоты
(9-й отдельный гвардейский полк морской пехоты, Тактическая группа «Новоазовск», Мариупольско-Хинганский отряд морской пехоты), в/ч 08819 (Донецкая Народная Республика, г. Новоазовск)
- управление,
- 1-й мотострелковый батальон «Семеновский»,
- 2-й мотострелковый батальон,
- танковый батальон,
- гаубичный самоходно-артиллерийский дивизион,
- артиллерийская батарея,
- разведывательная рота,
- зенитный ракетно-артиллерийский дивизион,
- инженерно-сапёрная рота,
- рота связи,
- рота технического обеспечения,
- рота материально обеспечения,
- стрелковый взвод (снайперов),
- комендантский взвод.

На вооружении: 30 ед. Т-72, БМП-1\2, БТР-80 и МТ-ЛБ, 18 ед. 122-мм сг 2С1 «Гвоздика», 6 ед. 120-мм 2Б16 «Нона-К», 18 ед. 120-мм миномётов, 6 ед. БМ 9А34(35) «Стрела-10», 6 ед. ЗУ-23-2, ПТРК 9К113 «Конкурс», ПЗРК 9К38 «Игла».

### 11-й отдельный гвардейский мотострелковый Енакиевско-Дунайский полк
(11-й отдельный гвардейский мотострелковый Енакиевско-Дунайский полк, Отдельный отряд Народной милиции «Дунай», в/ч 08818 (Донецкая Народная Республика, г. Донецк)
- управление,
- 1-й мотострелковый батальон,
- 2-й мотострелковый батальон,
- стрелковый батальон,
- танковый батальон,
- гаубичный самоходно-артиллерийский дивизион,
- реактивная батарея,
- противотанковая артиллерийская батарея,
- разведывательная рота,
- зенитная ракетная батарея,
- инженерно-сапёрная рота,
- рота связи (рота управления),
- рота технического обеспечения (ремонтная рота),
- рота материально обеспечения,
- стрелковый взвод (снайперов),
- огнемётный взвод.

На вооружении: 10 ед. Т-72 и Т-64, БМП-1\2, БТР-80 и МТ-ЛБ, 12 ед. 120-мм 2С9 «Нона-С» и 122-мм сг 2С1 «Гвоздика», 6 ед. БМ-21 «Град», 12 ед. 120-мм миномётов, 4 ед. 100-мм пушек МТ-12 «Рапира», 6 ед. БМ 9А34(35) «Стрела-10», 6 ед. ЗУ-23-2, ПТРК 9К113 «Конкурс», ПЗРК 9К38 «Игла».

### Отдельный комендантский полк
в/ч 08816 (г. Донецк)
- группа быстрого реагирования,
- подразделения Военной полиции и Отдельные военные комендатуры городов ДНР и районов Донецка, которые носят наименования «Комендатура №Х» (всего 12) с добавлением названия города или района.

### Части корпусного подчинения
- 2-й отдельный гвардейский танковый батальон «Дизель», в/ч 08810 (г. Донецк)
  - управление
  - 1-я танковая рота
  - 2-я танковая рота
  - 3-я танковая рота
  - 4-я танковая рота
  - мотострелковая рота
  - гаубичная батарея
  - разведывательный взвод

На вооружении: 41 ед. Т-72, 10 ед. БМП-1/2, 6 ед. 122-мм Д-30.
- Отдельный зенитный ракетный дивизион, в/ч 08817 (г. Донецк): На вооружении: 6 ед. БМ 9А34(35) «Стрела-10», 6 ед. ЗУ-23-2.
- Отдельный гвардейский разведывательный батальон «Спарта» имени Героя Донецкой Народной Республики полковника А. С. Павлова, в/ч 08806 (г. Донецк):
  - управление,
  - две разведывательные роты,
  - рота специального назначения «Лавина».

На вооружении до 10 ед. БТР.
- Отдельный гвардейский штурмовой батальон «Сомали» имени М. С. Толстых, в/ч 08828 (г. Донецк):
  - управление,
  - 1-я мотострелковая рота,
  - 2-я мотострелковая рота,
  - 3-я мотострелковая рота,
  - танковая рота,
  - батальонная артиллерийская группа.

Основные виды вооружения: до 30 ед. БМП-1/2, 10 ед. Т-64, 120-мм миномёты, несколько ед. 120-мм 2С9 «Нона-С».
Командиром батальона был долгое время Михаил Толстых («Гиви»), после его гибели командиром батальона стал Егор Волчков («Сынок»).
- 1-й отдельный батальон СпН «Хан», в/ч 08808 (г. Донецк):
  - управление,
  - 1-я рота СпН (4 группы СпН)
  - 2-я рота СпН (4 группы СпН).
- 3-й отдельный батальон СпН, в/ч 08827 (г. Донецк)
- Отдельный ремонтно-восстановительный батальон «Конго», в/ч 08813 (г. Донецк)
- Отдельный батальон управления и охраны «Паутина», в/ч 08804 (г. Донецк)
- Отдельный батальон материального обеспечения, в/ч 08812 (г. Донецк)
- Отдельная инженерно-сапёрная рота, в/ч 08810 (г. Донецк)
- Отдельная рота РЭБ, в/ч 08817 (г. Донецк): на вооружении состоят собственно разработанные системы РЭБ — станция «Террикон М2Н»[8], станция помех «Тритон»[9] и «Хамелеон».
- Отдельная рота БЛА (г. Донецк).

## Батальоны территориальной обороны
- 1-й батальон территориальной обороны, в/ч 08822 (Донецкая область, г. Макеевка и г. Горловка)
- 2-й батальон территориальной обороны, в/ч 08814 (придан 11-му ОМСП)
- 3-й батальон территориальной обороны «имени 383-й Шахтёрской стрелковой дивизии», в/ч 08815 (Донецкая область, г. Донецк)
- 4-й батальон территориальной обороны, в/ч 08823
- 5-й батальон территориальной обороны, в/ч 08824
- 6-й батальон территориальной обороны, в/ч 08834

## Донецкое высшее общевойсковое командное училище ВС ДНР
Создано в сентябре 2015 года на территории бывшего Донецкого высшего военно-политического училища инженерных войск и войск связи как Донецкое высшее общевойсковое командное училище (ГОУ ВПО «ДОН ВОКУ») ВС ДНР. Начальник — полковник Михаил Геннадиевич Тихонов (ранее командир «5 бригады армии ДНР»).

## Вооружение и военная техника
Согласно заявлению представителей ДНР, в боях за Дебальцево было захвачено 28 танков, 63 БМП и БТР, 145 автомобилей, 16 зенитных установок ЗУ-23-2, 13 артиллерийских систем и миномётов. 3 марта 2015 года заместитель командующего корпусом Министерства обороны ДНР Эдуард Басурин сообщил, что сепаратисты смогли восстановить 100 единиц техники, отбитой у украинских войск. Украинские власти, а также многочисленные международные организации утверждают, что большой объём вооружения силы ДНР получили благодаря поставкам из России. Так, согласно заявлению лидера движения «Суть времени», ДНР получала из России танки, Ноны и другое вооружение .
На 2019 год, по данным Министерства обороны Украины, в 1-м армейском корпусе ДНР насчитывалось танков — 285, боевых бронированных машин — 557, пушек — 240, миномётов — 171, ракетных систем залпового огня — 122 единицы.

ВВТ НМ ДНР на парадах победы 9 мая разных лет в Донецке
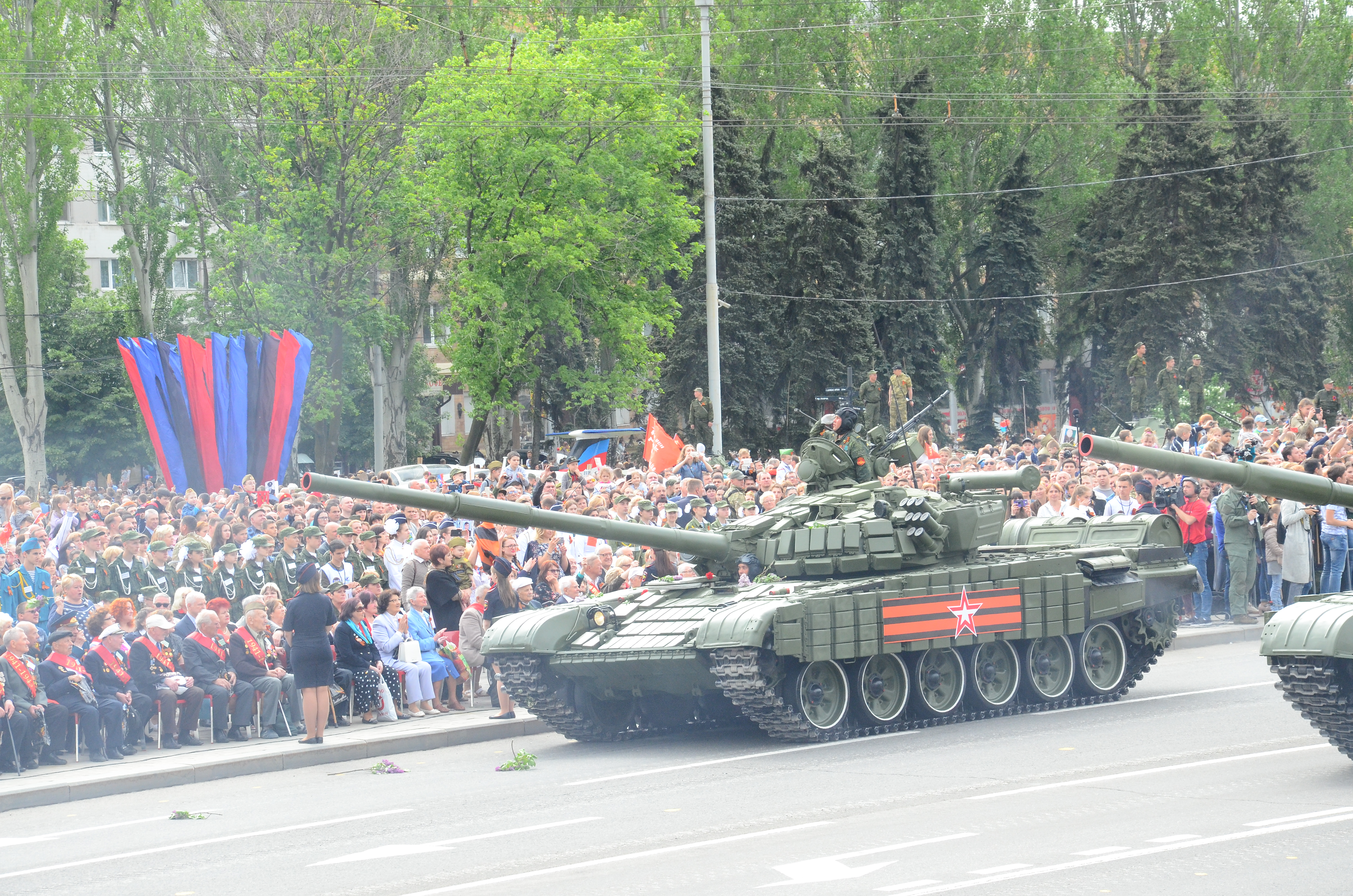
Т-72Б
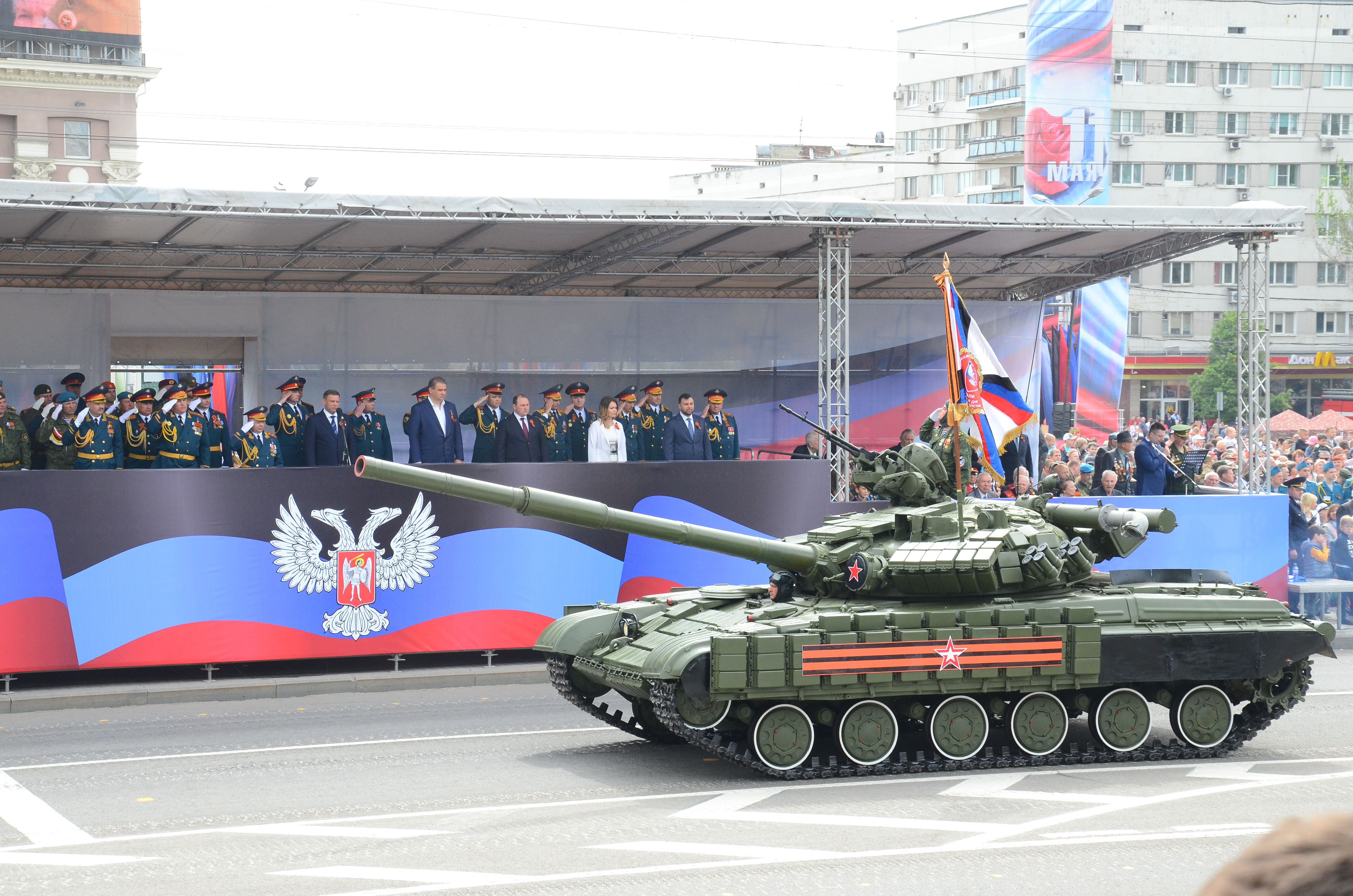
Т-64БВ
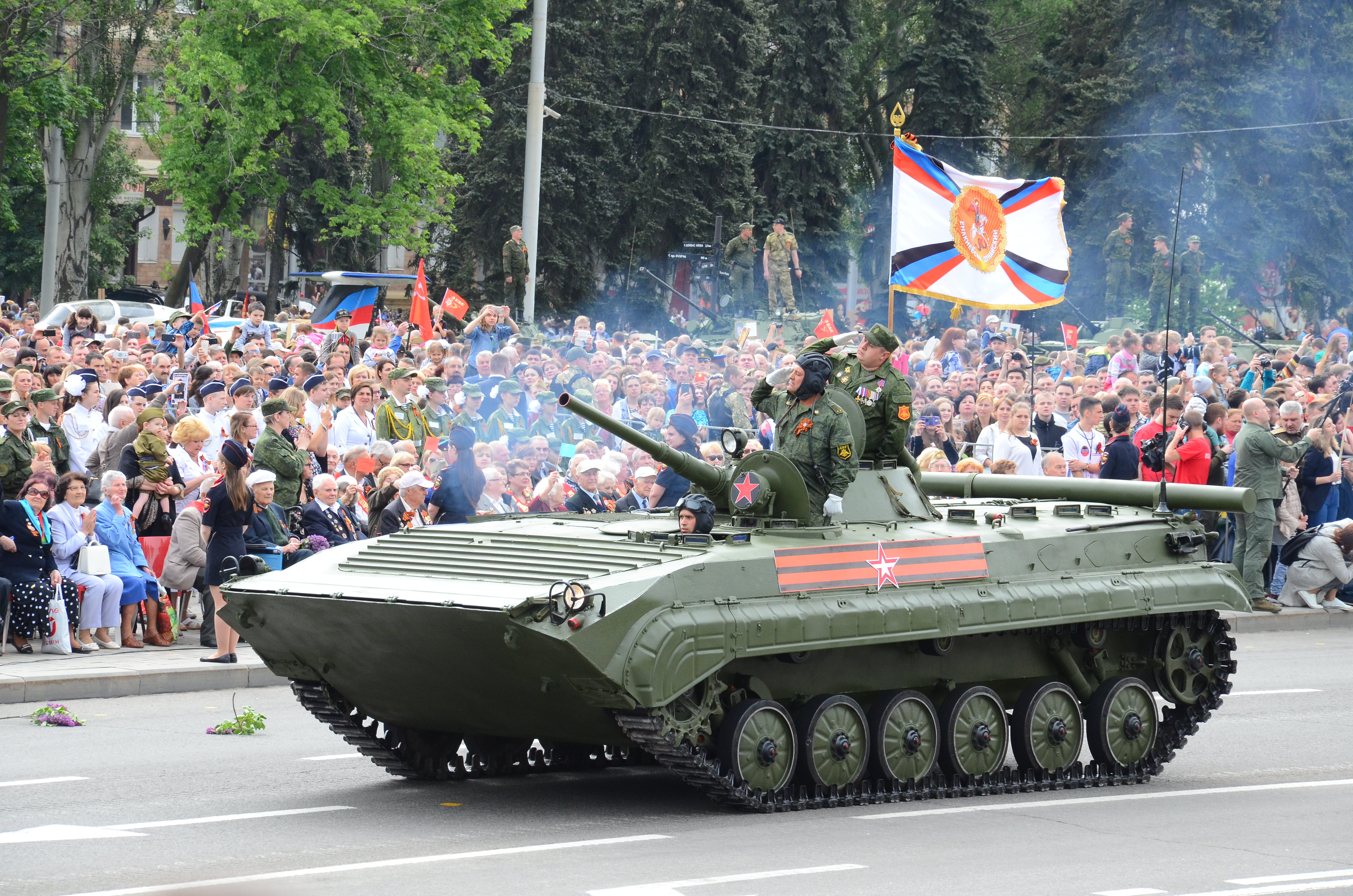
БМП-1
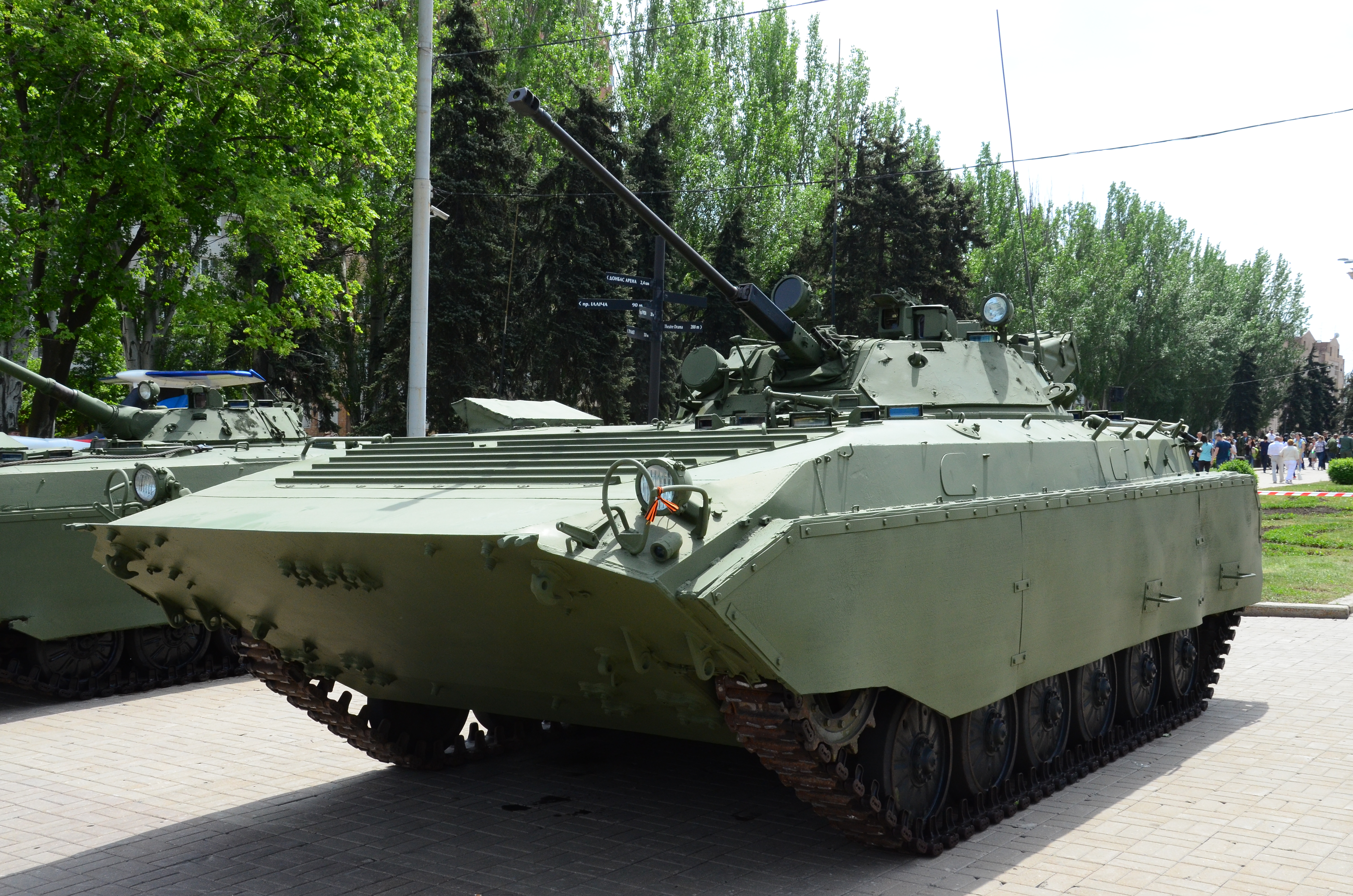
БМП-2
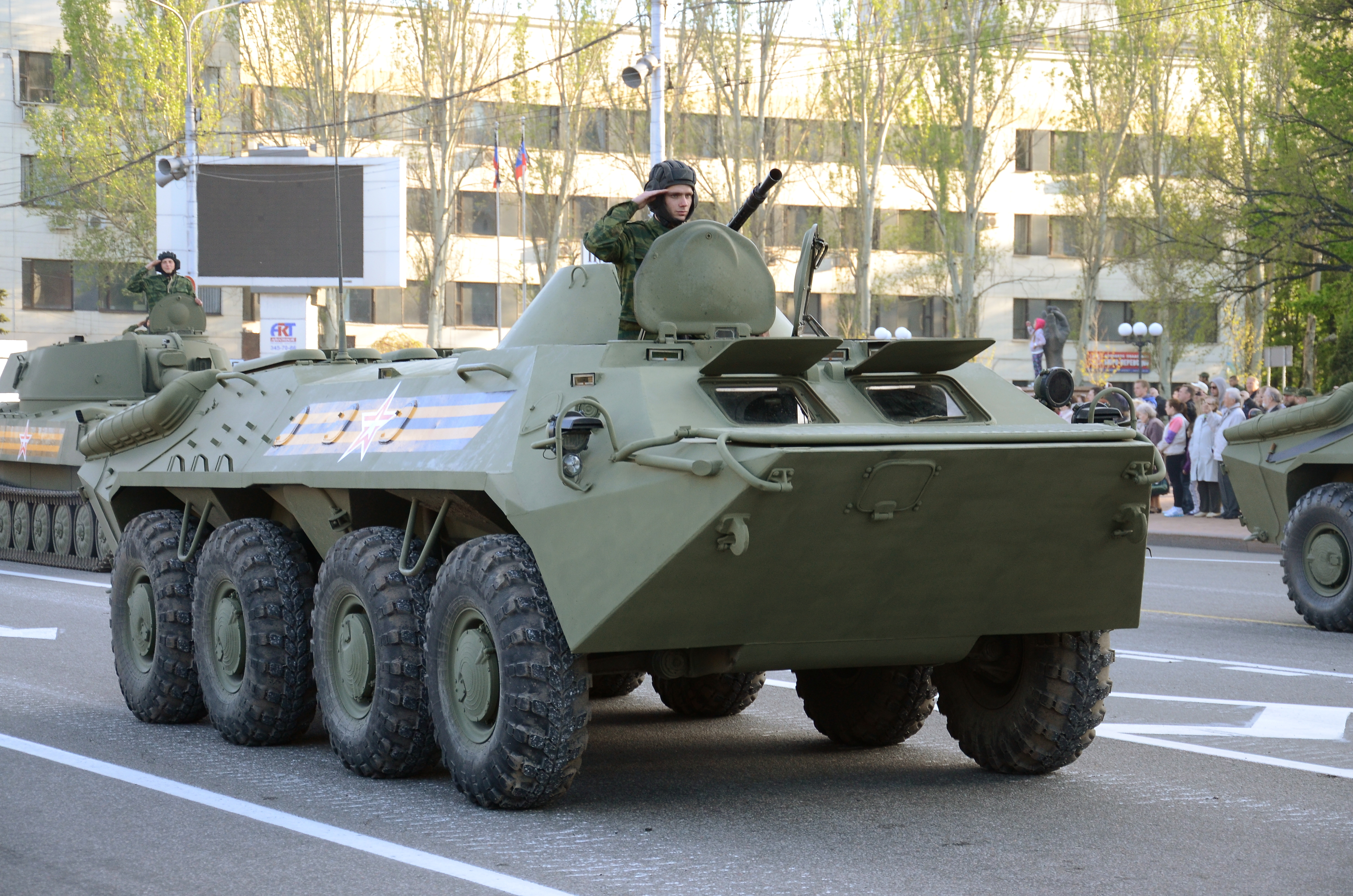
БТР-70
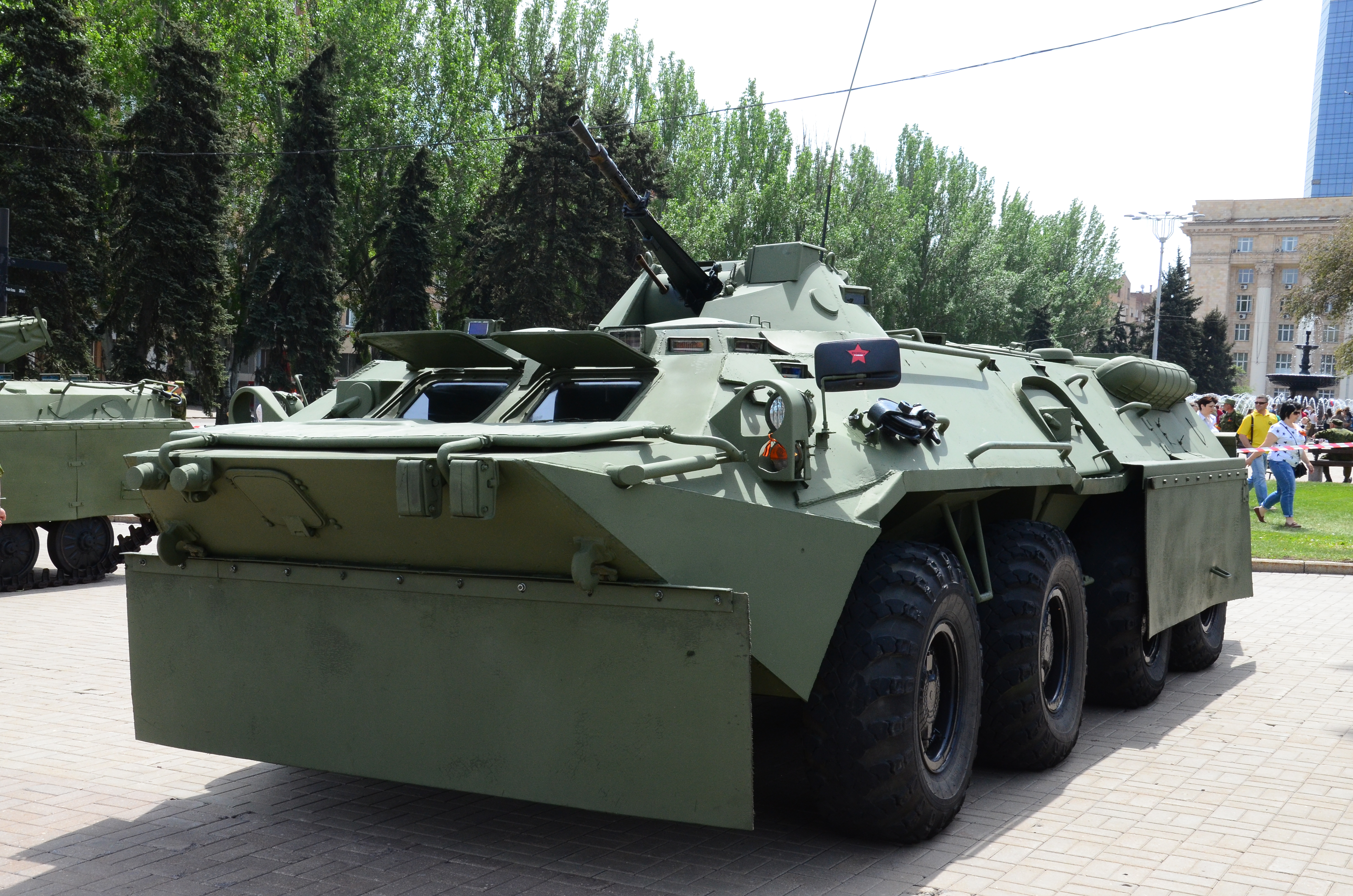
БТР-80
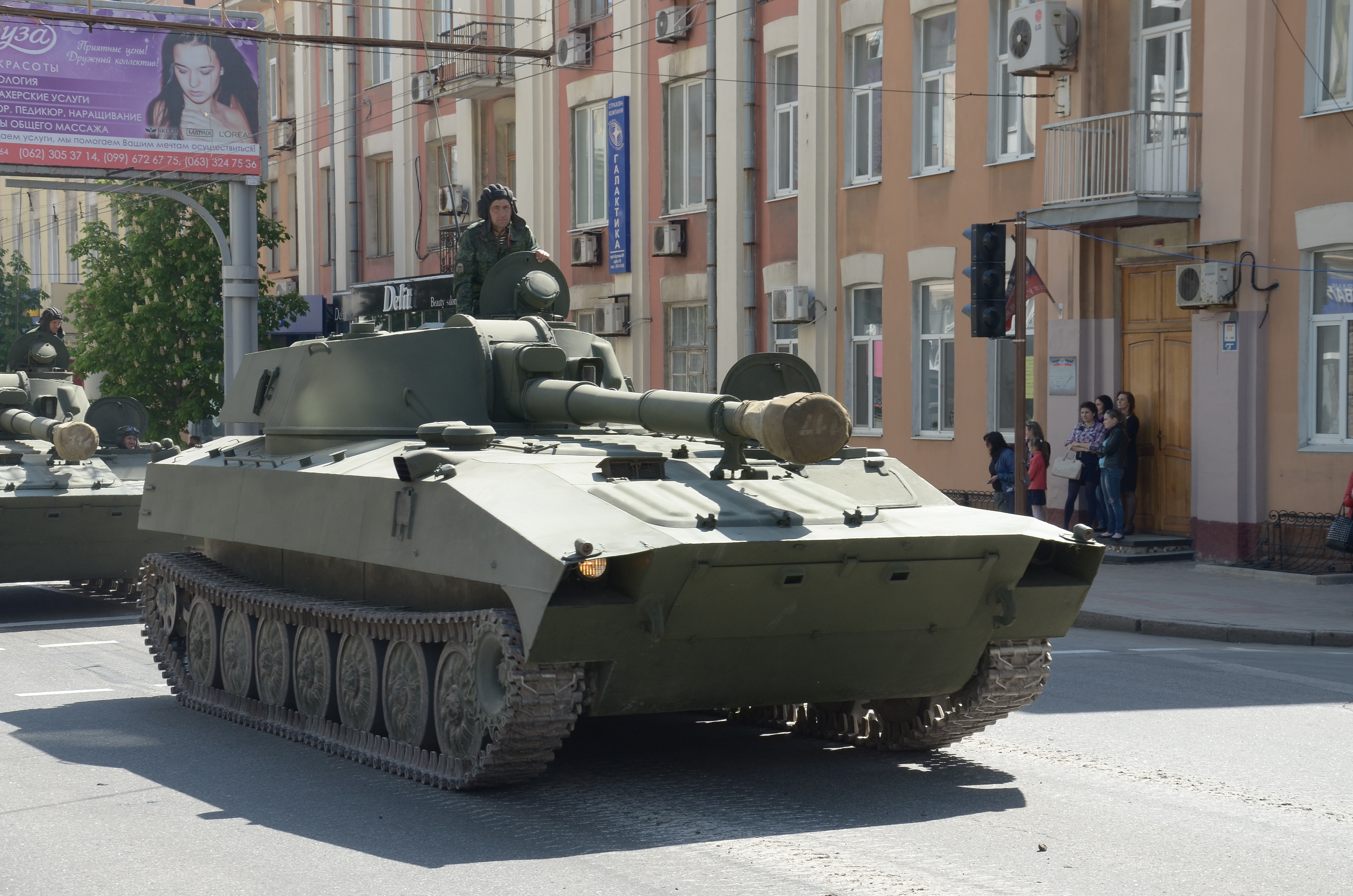
2С1 «Гвоздика»
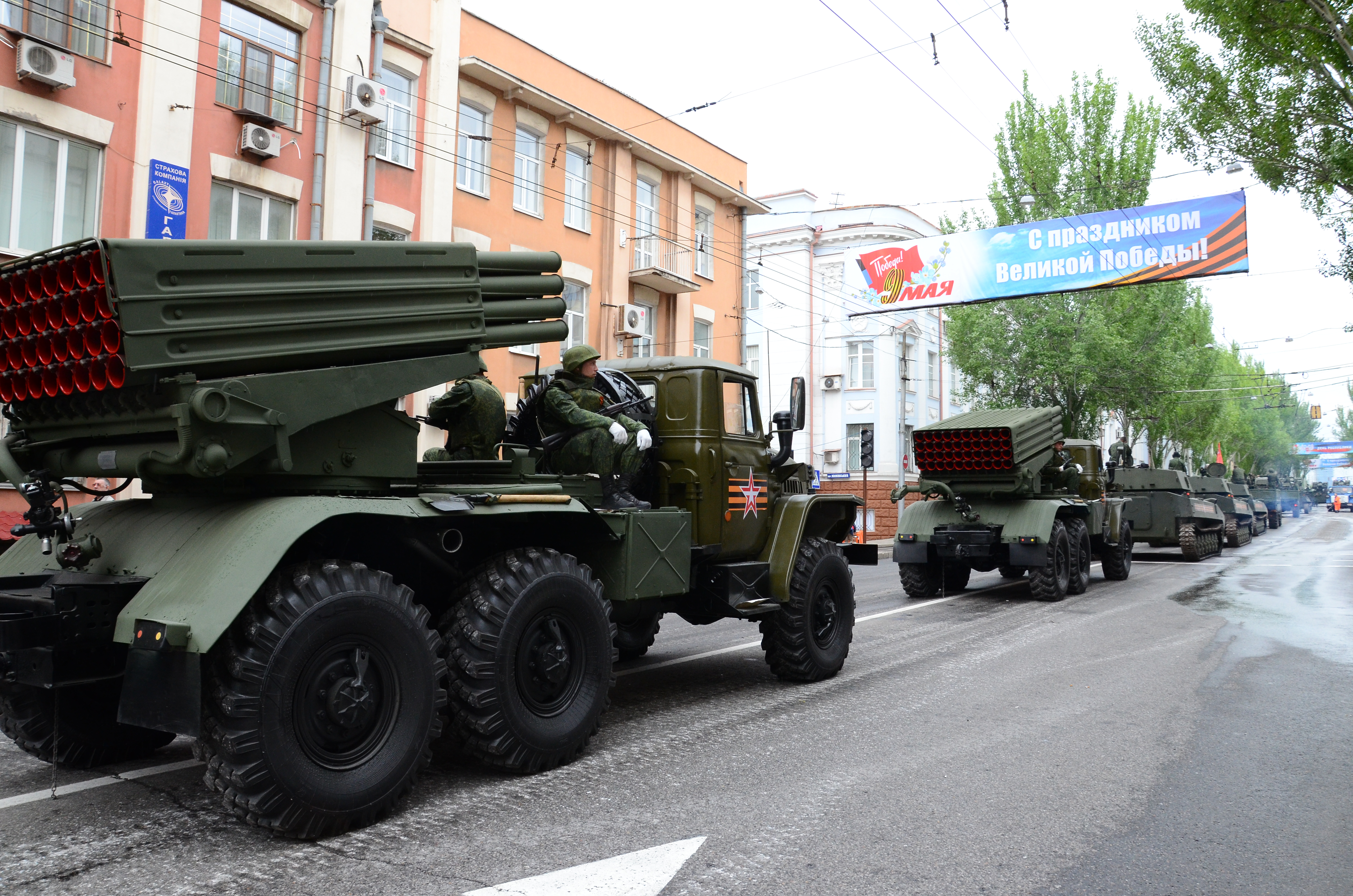
БМ-21 «Град»
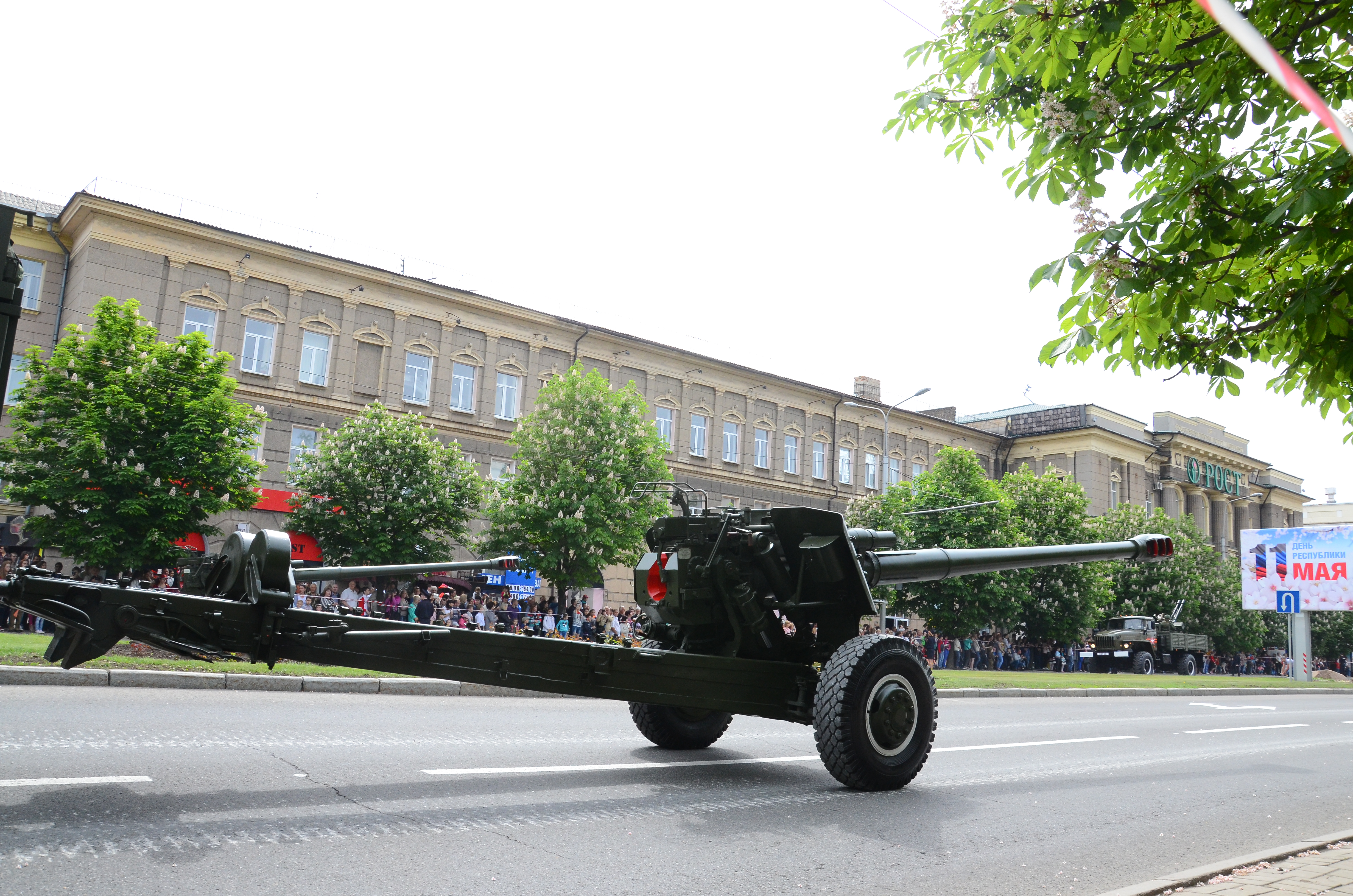
«Мста-Б»
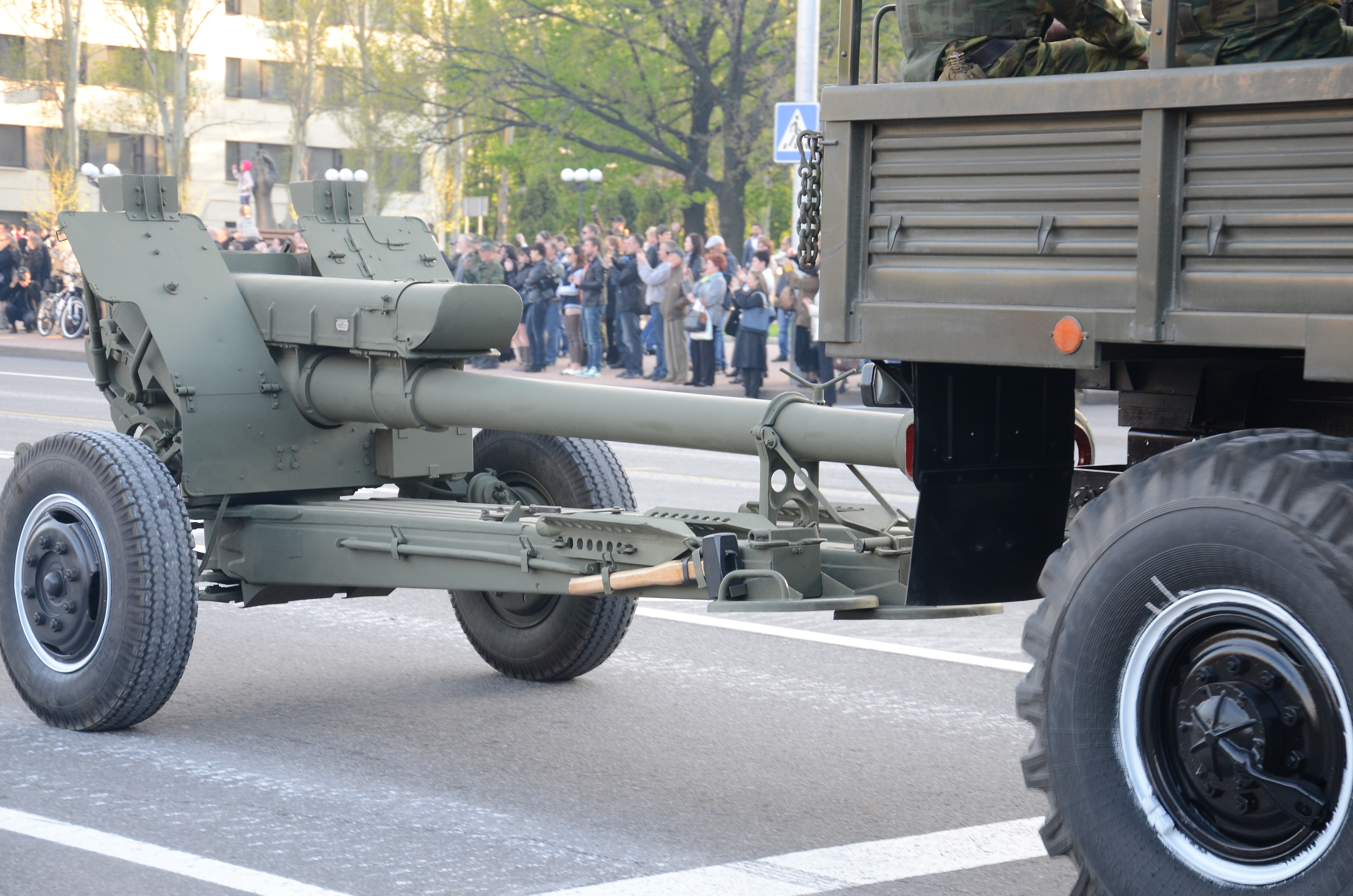
Д-30
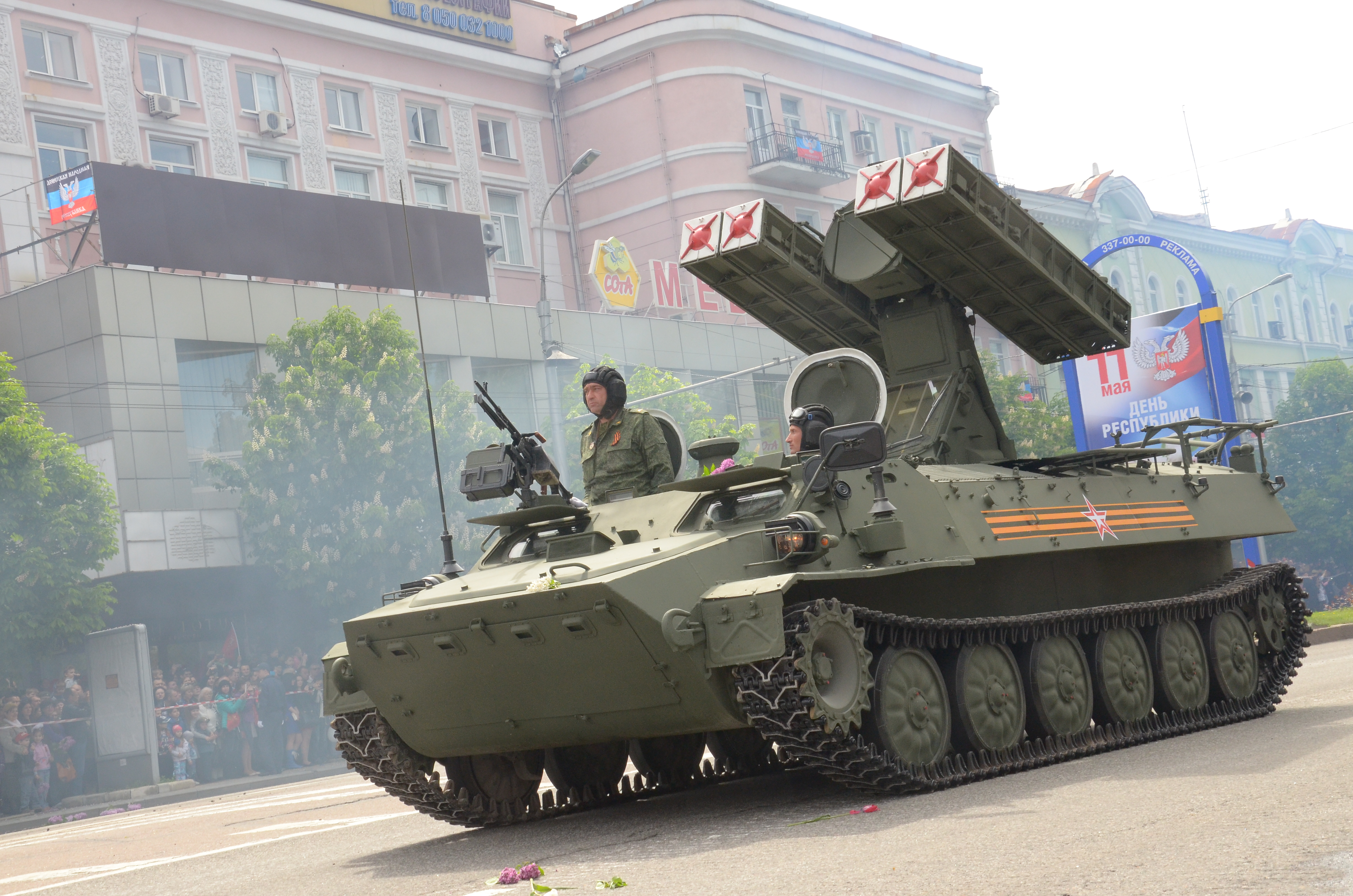
«Стрела-10»
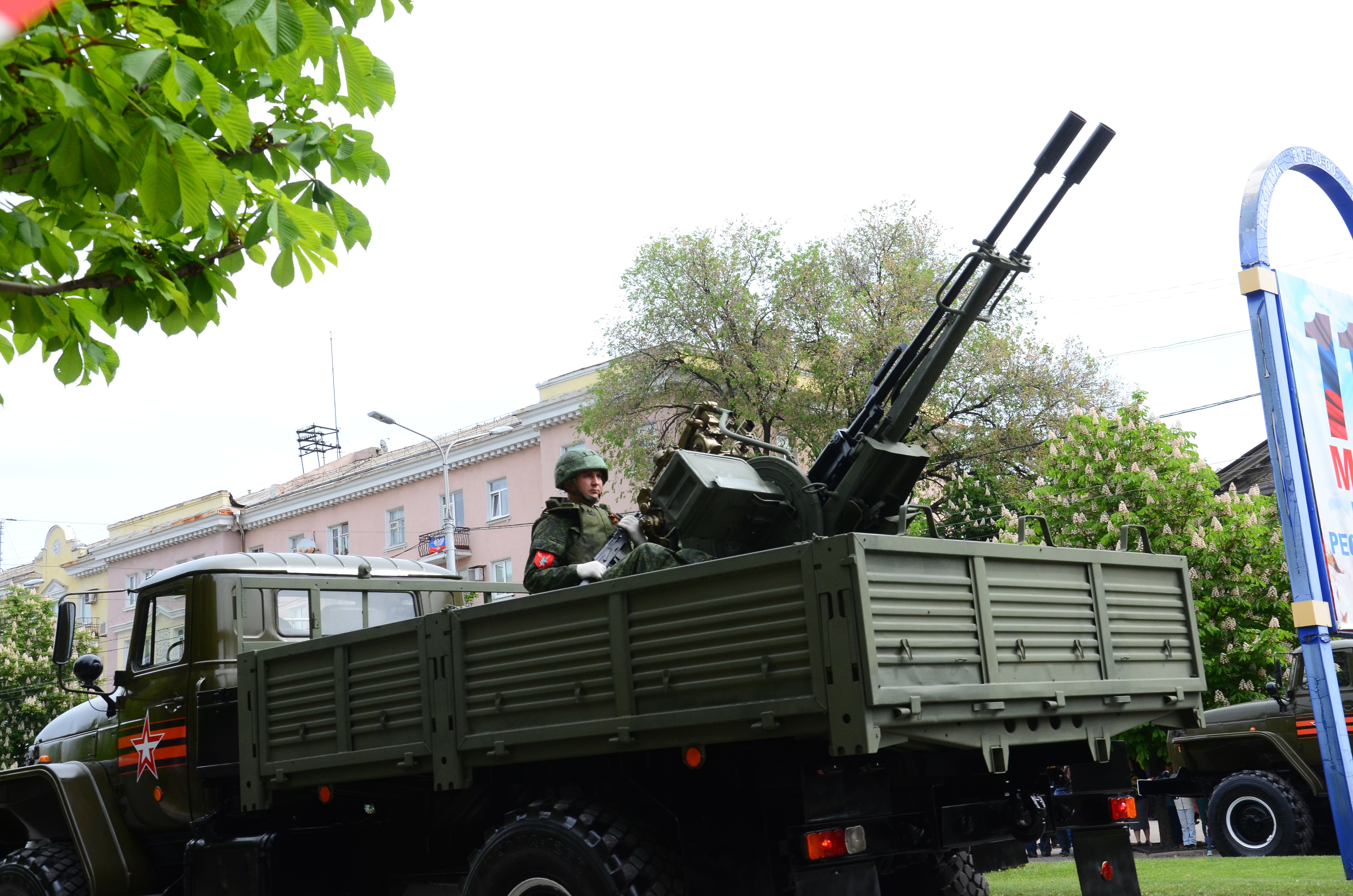
ЗУ-23-2
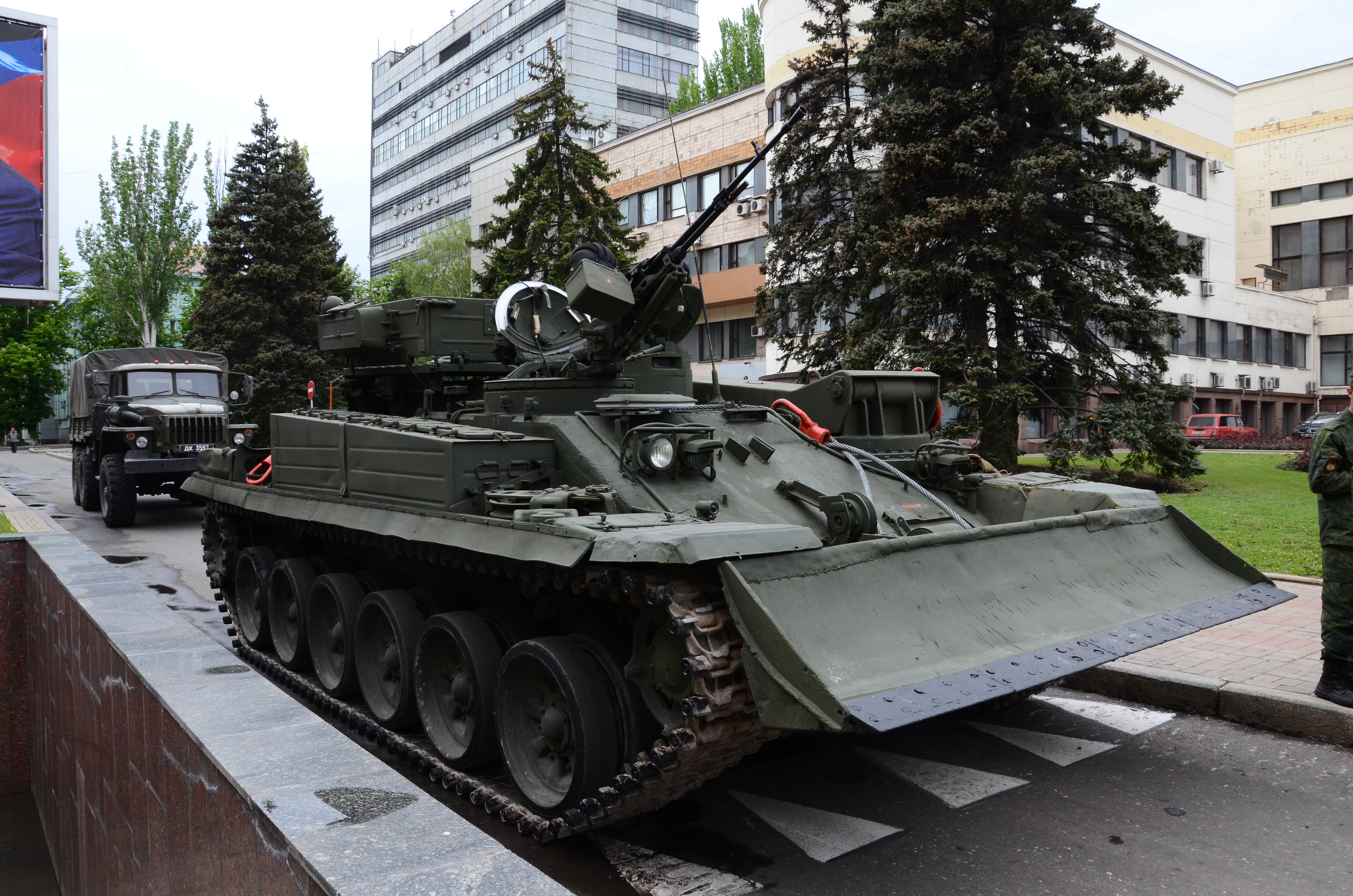
БРЭМ-1
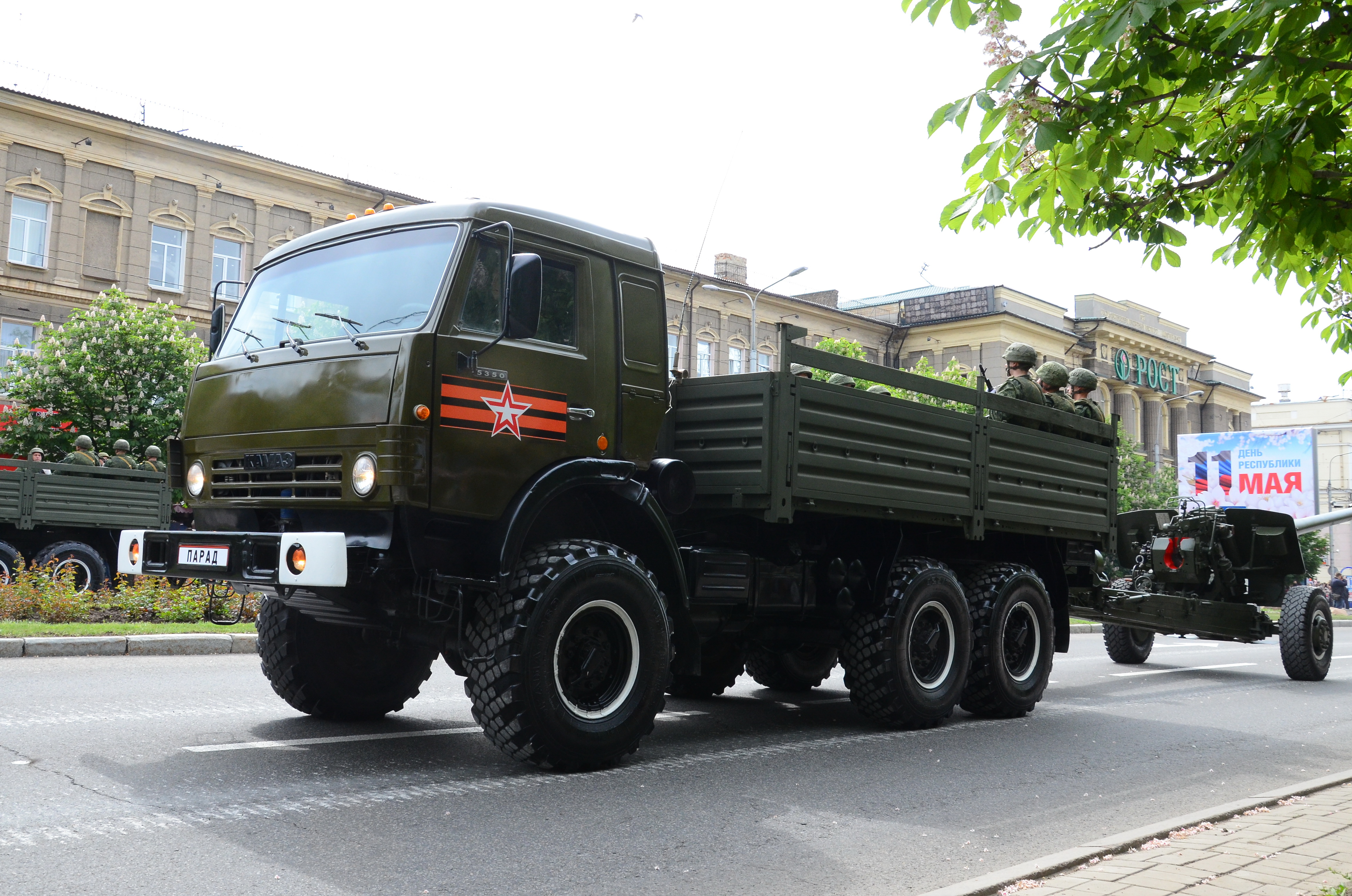
КамАЗ-5350
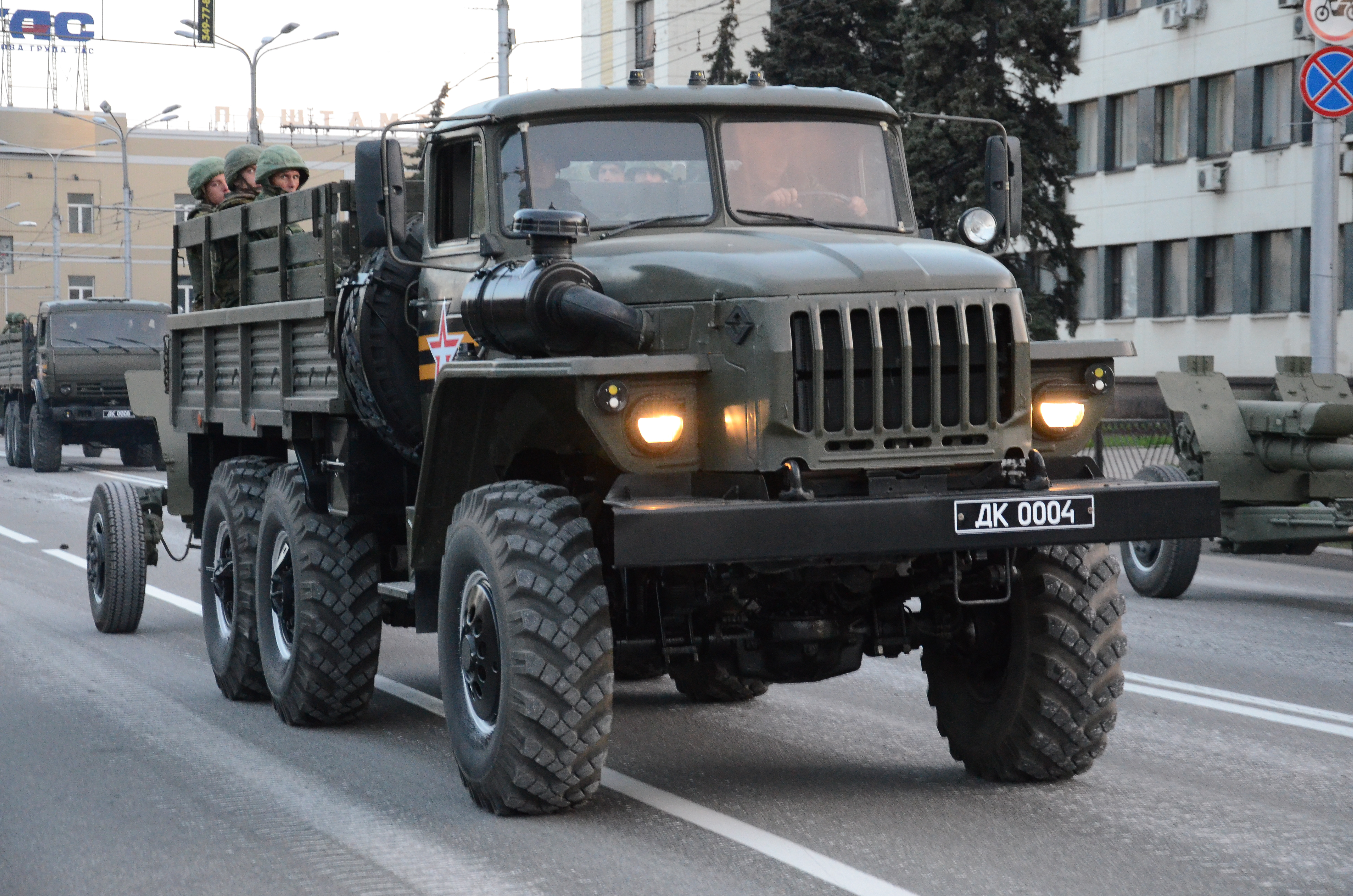
Урал-4320
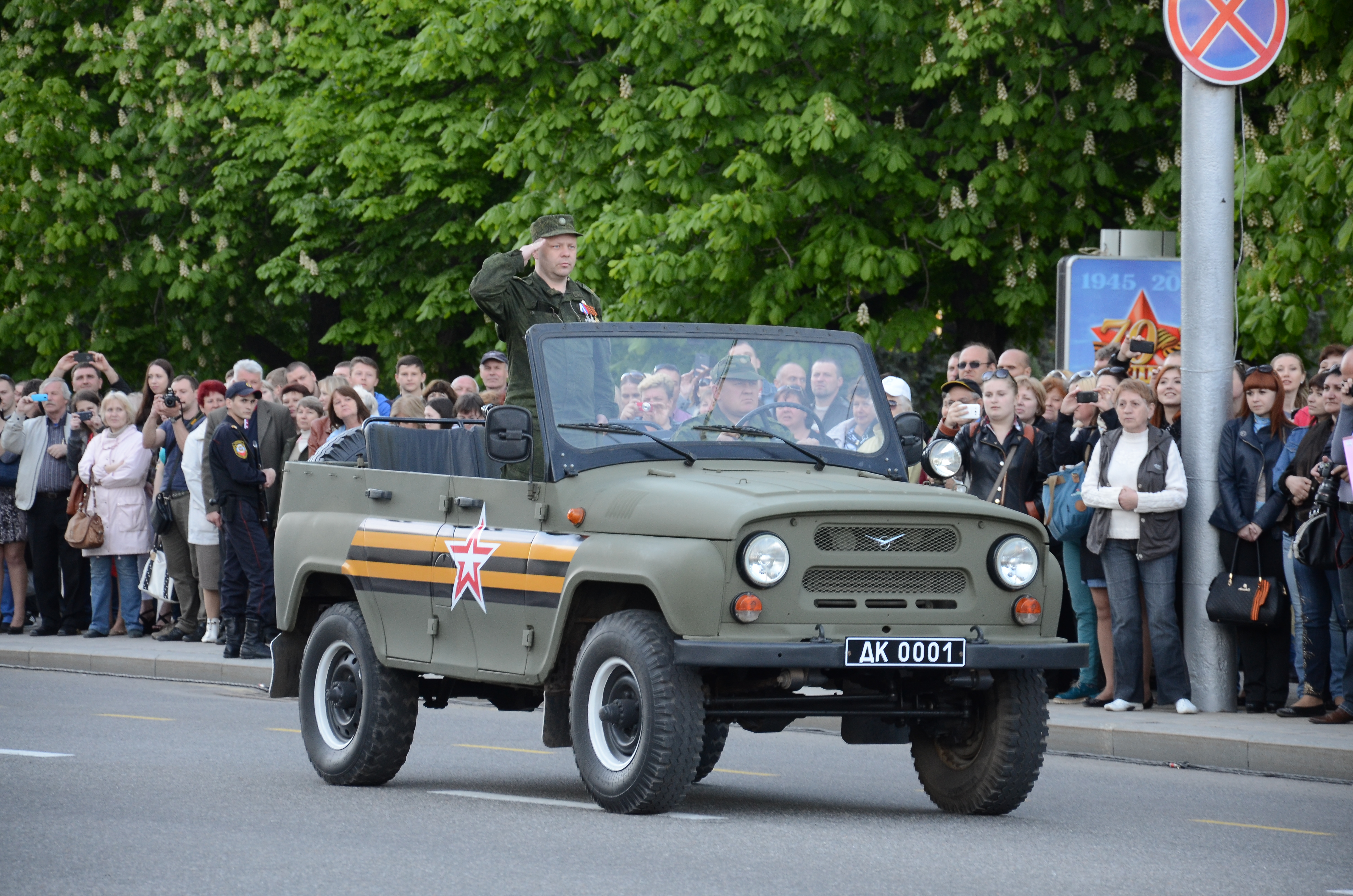
УАЗ-3151

## Профессиональные праздники
- 23 февраля — День защитника Отечества
- 30 апреля — День пожарной охраны
- 28 мая — День пограничника
- 3 июля — День государственной автомобильной инспекции МВД ДНР
- 25 июля — День сотрудника органов следствия ДНР
- 4 октября — День гражданской обороны
- 10 ноября — День сотрудника органов внутренних дел ДНР
- 27 декабря — День спасателя

## Критика

### С 2022 года
Несмотря на то, что для обозначения всех вооружённых сил самопровозглашённой ДНР в российских СМИ начиная с 2014 года продолжает использоваться наименование «ополченцы», набор в силовые структуры (батальоны территориальной обороны) «республики» носит характер обязательной воинской повинности. Начиная с февраля 2022 года в ДНР была объявлена всеобщая принудительная мобилизация, а возраст призыва увеличен до 65 лет. После этого, а также на фоне замедления наступления армии РФ и ДНР, стал заметен рост уклонистов от прохождения воинской службы в народной милиции.
Повальная мобилизация на войну мужчин остановила экономику сепаратистского региона. Жители Донецка жалуются на закрывшиеся без консультантов магазины электроники, остановившийся без водителей городской транспорт, отсутствие грузчиков на рынках и невозможность вызвать сантехника. На фронт призвали и весь мужской состав Донецкой филармонии. Об этом стало известно после сообщения о гибели под Мариуполем мобилизованного пианиста Николая Звягинцева и Сергея Рудова — концертмейстера донецкого Музыкально-драматического театра им. Бовуна (МДТ). Отмечены случаи вооружения мобилизованных жителей Донбасса устаревшими винтовками Мосина, что может вызывать среди них более высокие потери. По словам экс-министра обороны ДНР Стрелкова (Гиркина), «людей там без малейшей подготовки и боевого слаживания отправили на фронт». В середине мая 2022 года появились сообщения об отводе с фронта мобилизованных жителей Донетчины.